# Deuxième circonscription de Dera
La deuxième circonscription de Dera est une des 135 circonscriptions législatives de l'État fédéré Amhara, elle se situe dans la Zone Sud Gonder. Son représentant actuel est Alebel Amora Tamrat.